# Valgreghentino
Valgreghentino (Carghentin in dialetto brianzolo e semplicemente Greghentino fino al 1751) è un comune italiano di 3 335 abitanti della provincia di Lecco in Lombardia.

## Geografia fisica
Valgreghentino si trova a circa dieci chilometri a sud di Lecco al confine con la Brianza. Il comune si estende su un territorio prevalentemente collinare, dominato da vaste distese boschive.

## Origini del nome
Il nome del paese deriva dal torrente Greghentino, diretto affluente del fiume Adda. Il nome del torrente si riferirebbe alla presenza di gorghi.

## Storia
L'origine storica è alquanto incerta, poiché mancano prove o ritrovamenti sul territorio che attestino la presenza di antichi abitatori; sicuramente, comunque, fu abitata nel XIII secolo. Il toponimo (fino alla fine del Settecento era soltanto Greghentino) deriva da gorgant, ossia "gorgo di torrente", ed è lo stesso dell'omonimo corso d'acqua a carattere torrentizio che attraversa la zona. Da Valgreghentino, in epoca romana, passava la via Spluga, strada romana che metteva in comunicazione Milano con Lindau passando dal passo dello Spluga.
Secondo le ricostruzioni storiche di Giorgio Giulini, era inclusa nella pieve di Garlate dalla quale dipese per gli avvenimenti successivi
Nel 1927 furono aggregati a Valgreghentino i comuni di Biglio e Dozio.

### Simboli
Il comune si identifica con lo stemma concesso con decreto del presidente della Repubblica in data 9 gennaio 2001.
Il gonfalone municipale è un drappo rettangolare partito di azzurro e di bianco.

## Monumenti e luoghi d'interesse

### Architetture religiose
Carlo Borromeo, nella seconda metà del XVI secolo, elevò a dignità parrocchiale molte chiese della pieve di Garlate e quando, dopo aver avuto il titolo di cardinale arcivescovo, prese possesso della diocesi di Milano, nel 1566 eresse a parrocchiale anche la chiesa di San Gregorio, la quale era stata edificata verso i primi del Trecento. La sede della parrocchia, successivamente dedicata proprio a san Carlo Borromeo fu successivamente spostata in un edificio più moderno.
Il patrimonio storico-architettonico conta inoltre:
- la parrocchiale di San Giorgio[11]
- la chiesa dei Santi Giacomo e Filippo[12], che sorge nella località di Biglio[5];
- nella località di Dozio, la chiesa della Madonna Nera di Czestochowa[13], di origine medievale e in principio dedicata a san Martino[5];
- l'oratorio, risalente alla fine del XVII secolo, situato nella località di Ganza, nei pressi di Palazzo Gilardi[14]
- la chiesa dedicata al cardinale Schuster[15]
- l'ex-chiesa in via Selvetta[16].

### Architetture civili e industriali
- Palazzo Gilardi[14]
- Fabbrica in via Kennedy (prima metà del XX secolo)[17]

### Altro
- Monumento ai Caduti della Grande Guerra, realizzato nel 1924 dal meratese Giuseppe Mozzanica
- Lavatoio di Biglio Superiore[18]
- Lavatoio di Dozio[19]
- Lavatoio di Ospedaletto[20]

## Società

### Evoluzione demografica
- 520 nel 1751
- 687 nel 1771
- 712 nel 1803
- 868 nel 1809 dopo annessione di Biglio e Dozio
- 1 086 nel 1853
- 1 201 nel 1861
- 1 429 nel 1881
- 1 592 nel 1901
- 1 636 nel 1921
- 1 981 nel 1931 dopo annessione di Biglio e Dozio avvenuta nel 1927

Abitanti censiti

## Geografia antropica

### Il territorio
Il territorio di Valgreghenino è per di più composto da distese boschive collinari.
Da Valgreghentino è possibile osservare il Resegone, parzialmente la Grigna Orientale, e altre montagne minori facenti parte delle Prealpi Orobiche.

### Frazioni
Il territorio di Valgreghentino per la sua conformazione è suddiviso in molte frazioni/località.

#### Dozio
Caratteristica frazione a nord del paese, la si raggiunge per un'impervia strada che porta al luogo di culto che contraddistingue la frazione. A Dozio vi è infatti un santuario adibito alla preghiera e alla meditazione con una chiesa dedicata alla Madonna Nera di Czestochowa.

#### Villa San Carlo
Prende il nome dal patrono della propria parrocchia, indipendente da quella di Valgreghentino.
Si colloca nella parte inferiore del paese e la maggior parte degli abitanti del comune si trova in questa frazione.

#### Ospedaletto
Ospedaletto è una piccola frazione composta da poche case. All'ingresso si trova un lavatoio che ancora adesso è saltuariamente usato dalle donne della frazione per lavare i panni. Salendo si trova una cappelletta con le ossa dei morti della peste del 1600 e una chiesetta, la chiesa della Beata Maria delle Grazie e di S. Antonio da Padova, non più consacrata.
L'insediamento delle cascine di Ospedaletto è da ricondursi alla via che saliva da Milano e Monza verso Lecco, che non è documentata se non attraverso alcuni toponimi e un'ampia serie di ritrovamenti archeologici.
Giunta ad Airuno, la via toccava il miglio XXV e in seguito, per giungere al ponte sull'Adda, l'itinerario costeggiava Maglianico, Ospedaletto ed Albegno Inferiore.
Per questo tratto, probabilmente la strada correva sotto la collina della Rocchetta di Airuno, passava ad oriente di Maglianico, continuava poi su Valgreghentino, girava verso il Molinello ed entrava in Ospedaletto a Parzano, dove cadeva il miglio XXVIII.
La chiesetta venne costruita nel XVIII secolo per ricordare don Giuseppe Gilardi, parroco di Greghentino, e suo fratello Carlo, anch'egli sacerdote.
- Per arrivarci bisogna percorrere via Mons. Gilardi. Per accedervi è necessario percorrere un ponte asfaltato posto sopra un torrente, solitamente asciutto durante il periodo estivo.

#### Altre frazioni
- Buttarello
- Buttello
- Campiano
- Cà Nova
- Ganza
- Magliaso
- Miglianico
- Molinello
- Molino (Superiore e Inferiore)
- Parzano
- Parzanella (Superiore e Inferiore)
- Pianello
- Taiello

## Amministrazione
Dati tratti dall'Anagrafe Amministratori Locali e Regionali - Ministero dell'Interno
| Periodo        | Periodo        | Primo cittadino         | Partito                                     | Carica  | Note |
| -------------- | -------------- | ----------------------- | ------------------------------------------- | ------- | ---- |
| 6 giugno 1985  | 25 maggio 1990 | Adelio Gilardi          | DC                                          | Sindaco |      |
| 25 maggio 1990 | 24 aprile 1995 | Adelio Gilardi          | DC                                          | Sindaco |      |
| 24 aprile 1995 | 14 giugno 1999 | Giuseppe Carlo Canziani | Sinistra                                    | Sindaco |      |
| 14 giugno 1999 | 14 giugno 2004 | Giuseppe Carlo Canziani | Lista civica                                | Sindaco |      |
| 14 giugno 2004 | 8 giugno 2009  | Ernesto Longhi          | Lista civica: Rinnovamento                  | Sindaco |      |
| 8 giugno 2009  | 25 maggio 2014 | Ernesto Longhi          | Lista civica: Rinnovamento                  | Sindaco |      |
| 25 maggio 2014 | 26 maggio 2019 | Sergio Brambilla        | Lista civica: Rinnovamento e partecipazione | Sindaco |      |
| 26 maggio 2019 | in carica      | Matteo Colombo          | Lista civica: Rinnovamento e partecipazione | Sindaco |      |

### Gemellaggi
- Saint-Rémy-en-Rollat

## Sport
Valgreghentino vanta un panorama sportivo vivace e variegato, sostenuto da diverse associazioni che promuovono attività per tutte le età. Tra queste, spicca il GSO V UNITE, una realtà nata dalla fusione di due storiche società locali. Il GSO V Unite (Gruppo Sportivo Oratori V Unite) è stato fondato il 4 luglio 2021 dall’unione del GSO Valgreghentino e del GSO Villa San Carlo, due società sportive legate agli oratori delle rispettive parrocchie. L'obiettivo principale dell'unione è stato quello di rafforzare l'offerta sportiva ed educativa per i giovani del territorio, superando la storica rivalità tra le due realtà. Il GSO V Unite offre una vasta gamma di attività sportive, con un focus particolare su calcio, pallavolo, atletica e tennis tavolo. L'associazione organizza squadre per diverse fasce d'età, promuovendo la partecipazione e l'inclusione.
Oltre al GSO V Unite, Valgreghentino ospita altre associazioni sportive che contribuiscono alla vitalità del tessuto sociale:
- A.S.D. Sport è Salute: Fondata nel 1989, offre corsi di ginnastica artistica, danza aerea, baby gym e ginnastica dolce, rivolti a bambini e adulti. La sede si trova in via Tavola 4.
- A.S.D. GrentArcadia: società calcistica con sede a Dolzago (LC), in via Provinciale 12, ma disputa le sue partite casalinghe presso il Centro Sportivo "Ugo Crippa" di Valgreghentino, in via Dante Alighieri. Il GrentArcadia ha raccolto l'eredità dell'OlimpiaGrenta, storica società calcistica del Paese.
- A.S.D. Dog Trail Canicross Lecchese: affiliata all’ente di promozione sportiva CSEN “centro sportivo educativo nazionale” dedicata alle attività ludiche, sportive cinotecniche (attività con il cane) passeggiate, escursioni, competizioni, in particolare: Canicross, Dog Trail e il Trekking Dogs. Inoltre fornisce consulenza sull’educazione di base cinofila da parte di addestratori ENCI.

Società sportive del passato
- A.S.D. Gruppo Sportivo Oratorio Valgreghentino
- A.S.D. Gruppo Sportivo Oratorio Villa S. Carlo
- A.S.D. OlimpiaGrenta
- A.S.D. Boarsteam
- G.S. Grenta
- G.S. Grenta Volley 2000